# Aquarium du palais de la Porte-Dorée
 (avril 2018).
Si vous disposez d'ouvrages ou d'articles de référence ou si vous connaissez des sites web de qualité traitant du thème abordé ici, merci de compléter l'article en donnant les références utiles à sa vérifiabilité et en les liant à la section « Notes et références ».
L'aquarium tropical du palais de la Porte-Dorée est un aquarium public abrité par le palais de la Porte-Dorée, dans le 12e arrondissement de Paris (France). Créé à l’occasion de l'Exposition coloniale internationale de 1931, il fut le seul aquarium de Paris durant la période de la fermeture de l'Aquarium du Trocadéro de 1985 à 2006. Il présente fréquemment des expositions temporaires.

## Situation et accès
Ce site est desservi par la station de métro et de tramway Porte Dorée.

## Historique
Construit à l'occasion de l'Exposition coloniale de 1931, le palais de la Porte-Dorée abrite à la fois le musée de l'Histoire de l'immigration et l'aquarium tropical. Ce dernier fut mis en place dans le but de présenter la faune aquatique des pays tropicaux et bénéficia des apports des gouverneurs qui ramenaient des espèces piscicoles à l'occasion de leur retour dans la capitale.
Rénové une première fois en 1985 avec les techniques d’aquariophilie les plus pointues de l’époque tout en préservant l'aspect historique du lieu, l'aquarium subit une nouvelle cure de jouvence en 2018 dans une scénographie et un parcours repensés.

## Projet scientifique et culturel
L’Aquarium du palais de la Porte-Dorée a pour missions :
- de concevoir et gérer la présentation de la collection vivante, composée d’animaux aquatiques ou amphibies, qui illustrent la biodiversité des faunes tropicales d’eau douce et marines de la Terre ;
- d’assurer leur bien-être à travers la qualité des conditions de vie qui leur sont offertes, progresser en matière de savoir aquariologique et être un pôle-ressources dans ce domaine ;
- de participer à la conservation des espèces par le biais de leur reproduction en captivité, et d’échanges avec d’autres établissements de ce type réunis au sein des réseaux WAZA et EAZA ;
- de diffuser les connaissances associées, par des expositions temporaires, la bibliothèque, le site[3] et les partenariats avec des structures spécialisées (Union des conservateurs d'aquariums, Office français de la biodiversité, Association des musées et centres pour le développement de la culture scientifique, technique et industrielle, plateforme Océan et Climat), scientifiques (Muséum national d'Histoire naturelle, Société française d'ichtyologie) et éducatives (Éducation nationale, encyclopédie Fishipédia, collectifs Vigie Mer et Génération Mer).

## Organisation de l'aquarium
L'aquarium tropical est situé au rez-de-chaussée du palais de la Porte-Dorée. Il présente une importante collection de poissons d'eau douce tropicale et d'eau de mer et possède également des tortues, des crocodiles et des alligators. La collection d'individus vivants compte plus de 15 000 animaux de 750 espèces différents réparties dans 84 bacs allant de 100 à 37 000 litres. Divisés en thèmes suivant les espèces, le type de biotope ou les caractéristiques morphologiques, ils accueillent le visiteur dans une riche biodiversité.

### Les poissons primitifs
Ces bacs contiennent les derniers représentants d’espèces ayant vécu il y a 300 millions d'années — les « fossiles vivants » —, dont des dipneustes qui ont la particularité d’être munis de poumons qui leur permettent de respirer hors de l’eau.

### Les Cichlidés
Cette partie héberge les Cichlidés dont les modes de reproduction figurent parmi les plus évolués de l’espèce : formation de couples, appropriation d'un territoire de ponte, soin aux œufs, protection contre les prédateurs. Plusieurs espèces des lacs africains sont visibles dans les bacs.

### Les invertébrés marins
Les invertébrés marins sont disposés dans des bacs où il est possible d'observer les symbioses entre les coraux et les algues unicellulaires, tout comme celles des poissons clowns avec les anémones de mer. On peut également y étudier l’association entre les poissons coralliens et les poissons nettoyeurs qui les déparasitent.

### Les Characidae
Les Characidae sont des poissons caractérisés par une nageoire adipeuse placée en arrière de la nageoire dorsale et dépourvue de rayons. Leur famille est représentée par des spécimens d'Amérique du Sud tels que le tetra empereur — le « nez rouge » —, les néons ou les poissons hachettes. On peut aussi observer les Anoptichthys jordani ou « poissons-aveugles » qui sont une variété cavernicole d'un Characidae du Mexique (leur vie souterraine leur a progressivement fait perdre la vue devenue inutile et leurs yeux sont recouverts d'une membrane).

### Les poissons électriques
Les poissons électriques sont sensibles aux champs électriques et aux vibrations. Ils peuvent se localiser dans l'espace même en l'absence de vision. Leur mode de locomotion est également particulier car il se restreint à une seule nageoire assurant par ondulation à la fois la marche avant et la marche arrière. Certaines de ces espèces ont aussi la possibilité de produire une décharge électrique pour étourdir leurs proies ou repousser leurs ennemis. Dans les bacs de l'aquarium, on rencontre les espèces suivantes : Sternarchus albifrons, Electrophorus electricus et anguille électrique.

### Asie
Cette section regroupe les poissons de la famille des cyprinidés tels que les barbus ou les danios.

### Reproduction
La reproduction en eau douce est illustrée par des poissons ovipares (cas le plus général) et des exceptions comme les ovovivipares ou les très rares vrais vivipares. On peut surtout observer des poissons de la famille des Poeciliidae dont il existe de nombreuses variétés d'élevage notamment chez les guppys, platys, mollys et xiphos, dits porte-épée.

### La fosse aux crocodiles
La partie centrale de l'aquarium contient une fosse à crocodiles considérée comme l'une des plus belles d'Europe. Elle mesure 13 mètres de diamètre et son décor représente un paysage africain. Le dernier spécimen de Crocodylus niloticus, mort au début de l'été 2009, était arrivé dans cette fosse en 1948 à l'âge adulte, exportés de Dakar par Théodore Monod.
En 2017, l'aquarium présente quatre alligators du Mississippi, quatre crocodiles nains nés en septembre 2014 à La Ferme aux Crocodiles de Pierrelatte et deux jeunes alligators albinos, spécimens extrêmement rares.

## Galerie

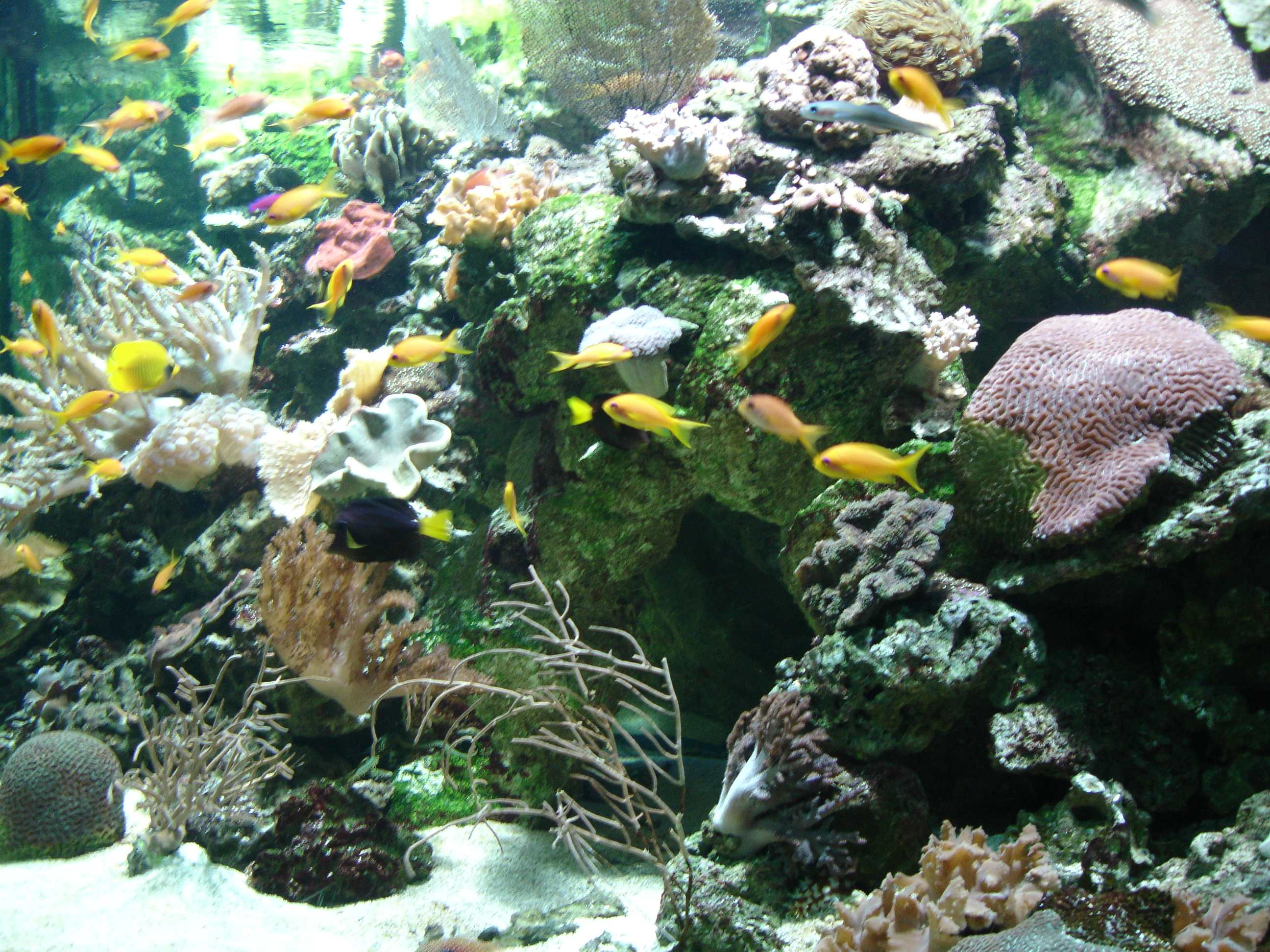
Aquarium marin avec corail.
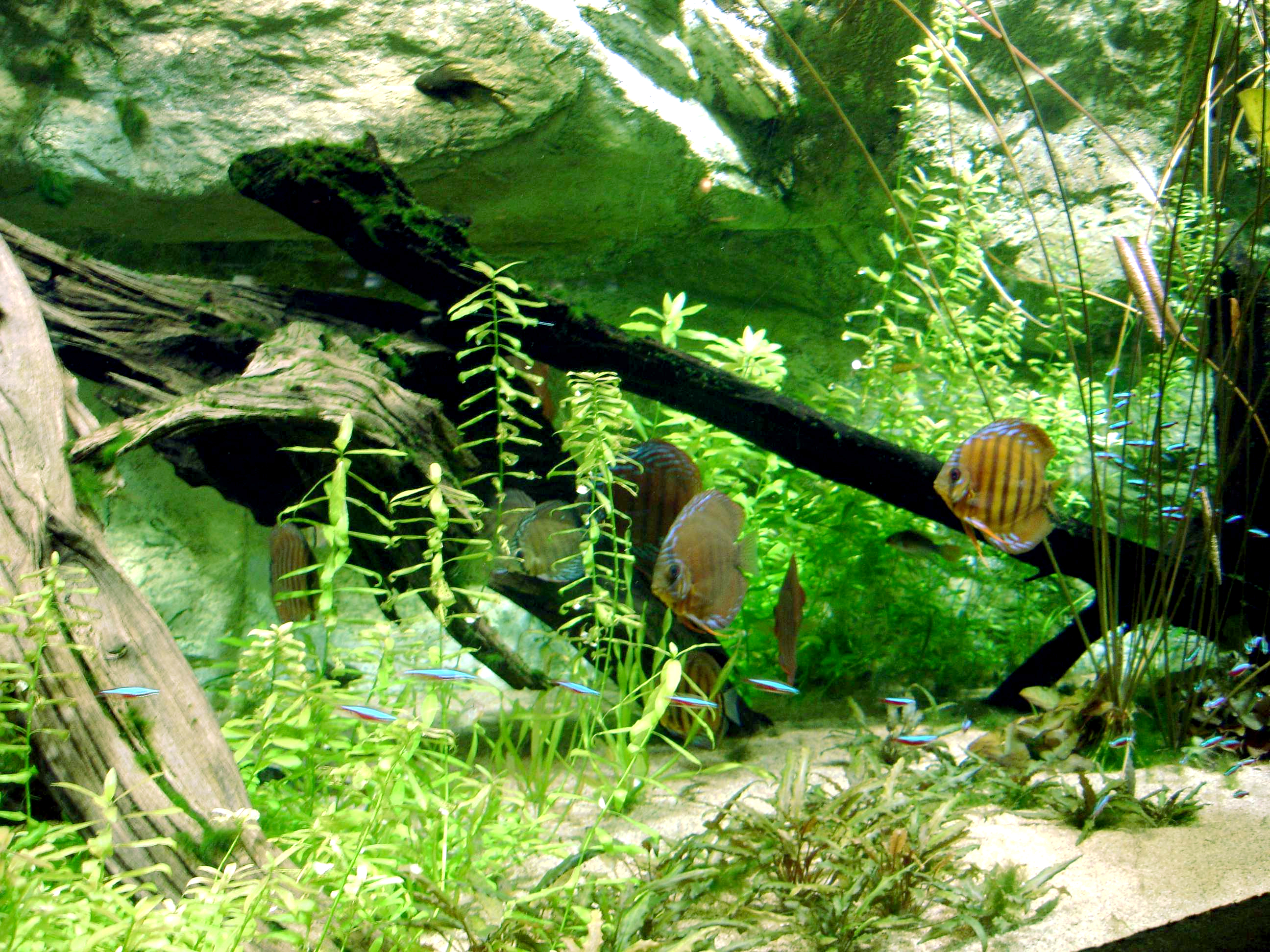
Bac amazonien de Discus communs (Symphysodon aequifasciatus).
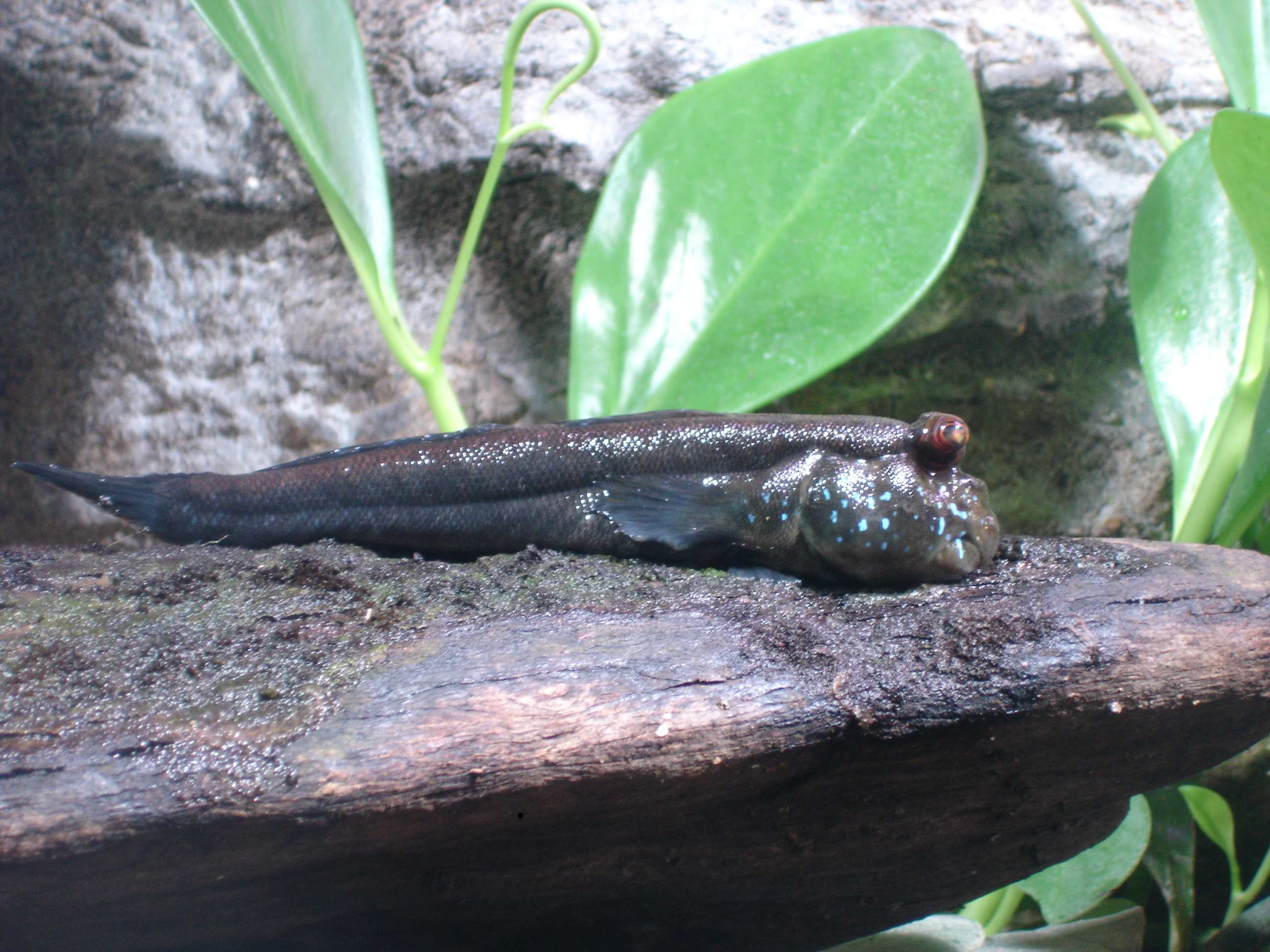
Un périophthalme.
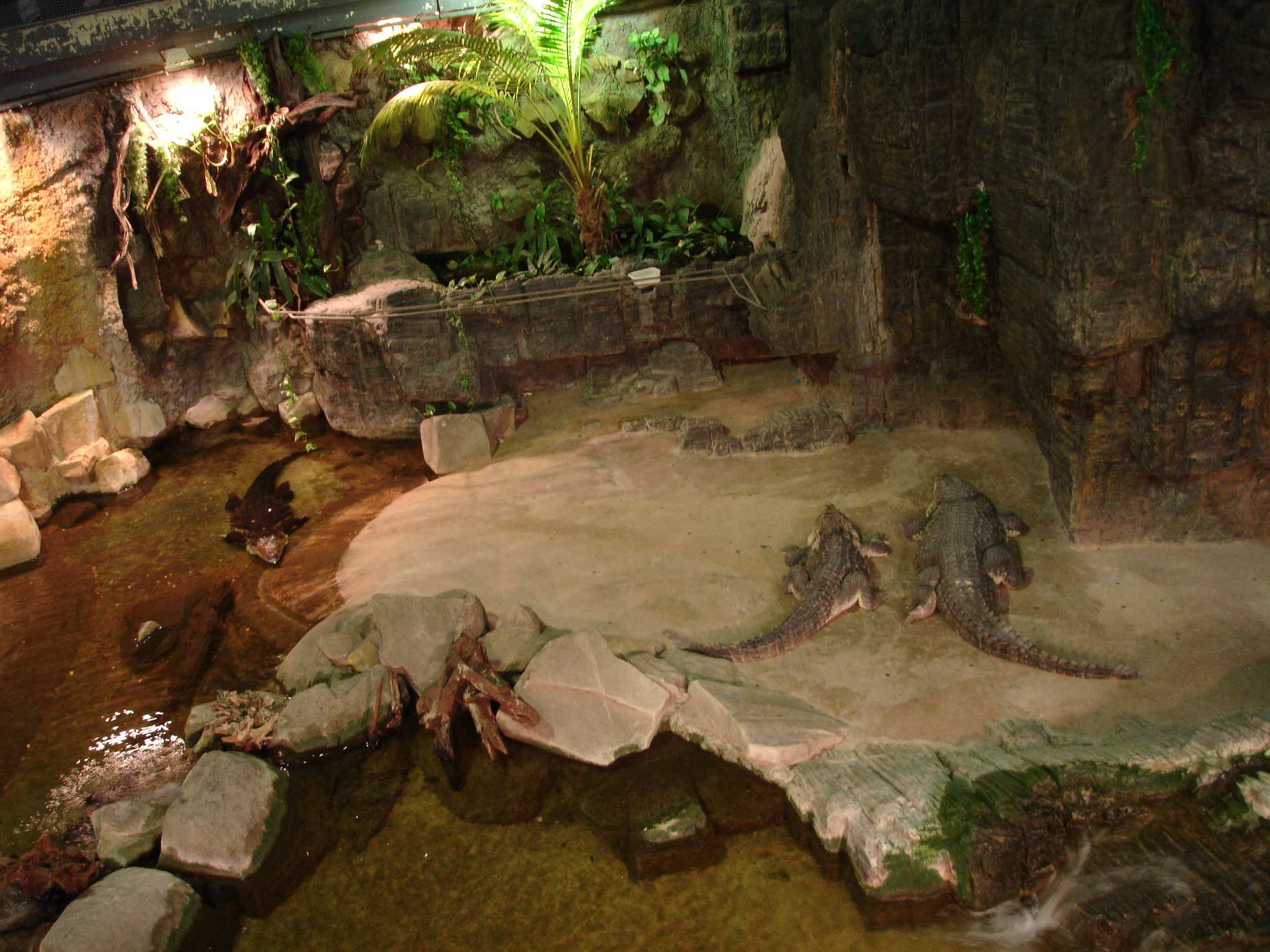
La fosse aux crocodiles.

## Autres aquariums franciliens
L'aquarium tropical du palais de la Porte-Dorée a été le seul aquarium parisien de 1985 à 2006, années au cours de laquelle l'aquarium du Trocadéro ouvre à nouveau sous une nouvelle dénomination (et un nouveau statut) : CinéAqua de Paris. Il existe aussi, depuis mars 2001, l'Aquarium Sea Life Paris à Marne-la-Vallée, en Seine-et-Marne, à une trentaine de kilomètres de Paris.